# تيم هاندفيركير
تيم هاندفيركير (بالألمانية: Tim Handwerker)‏ (مواليد 19 مايو 1998) هو لاعب كرة قدم ألماني يلعب كمدافع في نادي نورنبرغ.

## روابط خارجية
- تيم هاندفيركير على موقع قاعدة بيانات كرة القدم.إي يو (الإنجليزية)
- تيم هاندفيركير على موقع Soccerway.com (الإنجليزية)
- تيم هاندفيركير على موقع عالم كرة القدم.نت (الإنجليزية)